# Darko Dražić
Darko Dražić (* 17. Januar 1963 in Novi Travnik) ist ein ehemaliger kroatischer Fußballspieler und -trainer.

## Karriere
In seinem ersten Jahr als Profi spielte Darko Dražić bei NK Solin. Die folgenden acht Jahre spielte er bei Hajduk Split in der ersten Jugoslawischen Liga. In seiner Zeit bei Split konnte er drei Pokalsiege feiern. 1991 wechselte er nach Deutschland in die Bundesliga zu Fortuna Düsseldorf. In seiner ersten Saison bei der Fortuna stieg das Team als Tabellenletzter in die zweite Liga ab. Die Spielzeit 1991/92 wurde zum ersten und einzigen Mal, infolge der Integration der ostdeutschen Vereine in das System des DFB nach der deutschen Wiedervereinigung, mit zwanzig Mannschaften durchgeführt. Damit sind Dražić und seine Mitspieler der Fortunen die einzigen, die in der Geschichte der Bundesliga den zwanzigsten Tabellenplatz belegen konnten. In der anschließenden Spielzeit 1992/93 folgte der erneute Abstieg in die drittklassige Oberliga Nordrhein. Unter Trainer Aleksandar Ristić, der zum Ende der Saison 1992/93 zu den Düsseldorfern zurückkehrte, kam der Erfolg zurück zur Fortuna. In den beiden folgenden Spielzeiten erfolgten zwei Aufstiege in Folge, so dass Dražić in der Saison 1995/96 wieder in der Bundesliga spielte. Nach zwei Jahren im Oberhaus erfolgte der erneute Abstieg, Dražić spielte noch ein halbes Jahr in der zweiten Liga. Die beiden letzten Jahre spielte er bei HNK Šibenik und Rot-Weiß Oberhausen.
Nach seiner Karriere als Spieler ist Dražić als Trainer tätig.

## Erfolge
- Jugoslawischer Pokal 1984, 1987, 1991